# カンパニー (競走馬)
カンパニーは、日本の競走馬。おもな勝ち鞍は2009年の天皇賞（秋）、マイルチャンピオンシップ。熟年の星と呼ばれた。父・ミラクルアドマイヤ、母・ブリリアントベリーとも本馬の馬主である近藤英子が所有していた。馬名は会社の英語訳 (Company) から。馬主の近藤が当時馬主としては赤字であり、「優良会社」のような馬主生活を送れるように願い命名した。

## 戦績

### 3 - 6歳
2004年、3歳の時にデビュー。デビュー戦となった同年1月17日の京都第5競走（新馬戦）を勝利で飾ると、きさらぎ賞7着の後に2連勝しオープンクラスに上がる。ラジオたんぱ賞でも2着に食い込み、秋でも古馬相手に京阪杯で2着になるなどの活躍を見せた。
2005年、4歳になって初戦の中山記念を2着と好走。その後3戦は惨敗続きで勝ち星を挙げる事ができなかったが、前年惜敗した京阪杯を1番人気で制して悲願の重賞初勝利を挙げ、この年を終えた。
2006年、5歳になると初戦の中山記念を4着と良いスタートではなかったものの、産経大阪杯を制し重賞2勝目を挙げる。しかしその後4戦は展開不向きやレース中の不利続きでこの年は1勝しかできなかった。
6歳になった2007年、休み明けの関屋記念を圧勝し重賞3勝目を挙げ、8月30日に発表された重賞・オープン特別競走レーティングでは111ポンドの評価が与えられた。その後は天皇賞（秋）に出走。道中は中団に位置し、直線では馬群の間を割って伸びてきたが不利を受け3着に敗れた。なお第1希望で香港カップ、第2希望で香港マイルに予備登録を行っていたが回避しマイルチャンピオンシップに3番人気出走したがメンバー最速の上がり3ハロンのタイム、33.7秒で走ったものの5着に敗れた。

### 7歳
2008年、7歳の初戦は東京新聞杯に出走するも4着に敗れた。続く中山記念、マイラーズカップでは鞍上に横山典弘を迎えそれまでの追い込み策から先行策に脚質転換し重賞連勝を飾った。マイラーズカップ後はグリーンウッドに短期放牧に出され、5月25日に帰厩した。次走は安田記念への出走登録を行っていたが6月1日の朝に目に外傷を負ったことが判明したために万全の状態で出走できないと陣営が判断し、安田記念を回避することが同日発表された。
秋の始動は毎日王冠から。しかし放牧から帰ってきた際に大幅に体重を落としていたことで調整に苦慮し、結果は2年前と同じ5着に敗れた。その後は予定通り天皇賞（秋）に出走。近走の戦績不振や7歳という年齢もあり11番人気と低評価であった。レースではスタートで行き脚がつかなかった為、道中最後方からの追い込み策をとる。4コーナーからは馬群を縫って猛追し決勝線手前では勝ち馬ウオッカらに迫る勢いを見せるも及ばず4着に敗れた。しかし走破時計はレースレコードと同タイム（1分57秒2）、上がり3ハロンはメンバー中最速の33.5秒と健在ぶりをアピール、レース後のジョッキーコメントでも鞍上の横山典は「スタートがよくなかったですね。どっちかだと思っていたので、その位置でジッとしてるしかありませんでした。直線、馬群を捌いたには捌いたんですが、もう少し思い切ってためればスパッともっと切れたかもしれません。悔やまれますね。勝てたかもしれません。」と勝機はあったと見てとれるコメントを残した。しかし、単勝2番人気と期待された次走のマイルチャンピオンシップでは、前走と着順は変わらず4着に終わった。

### 8歳

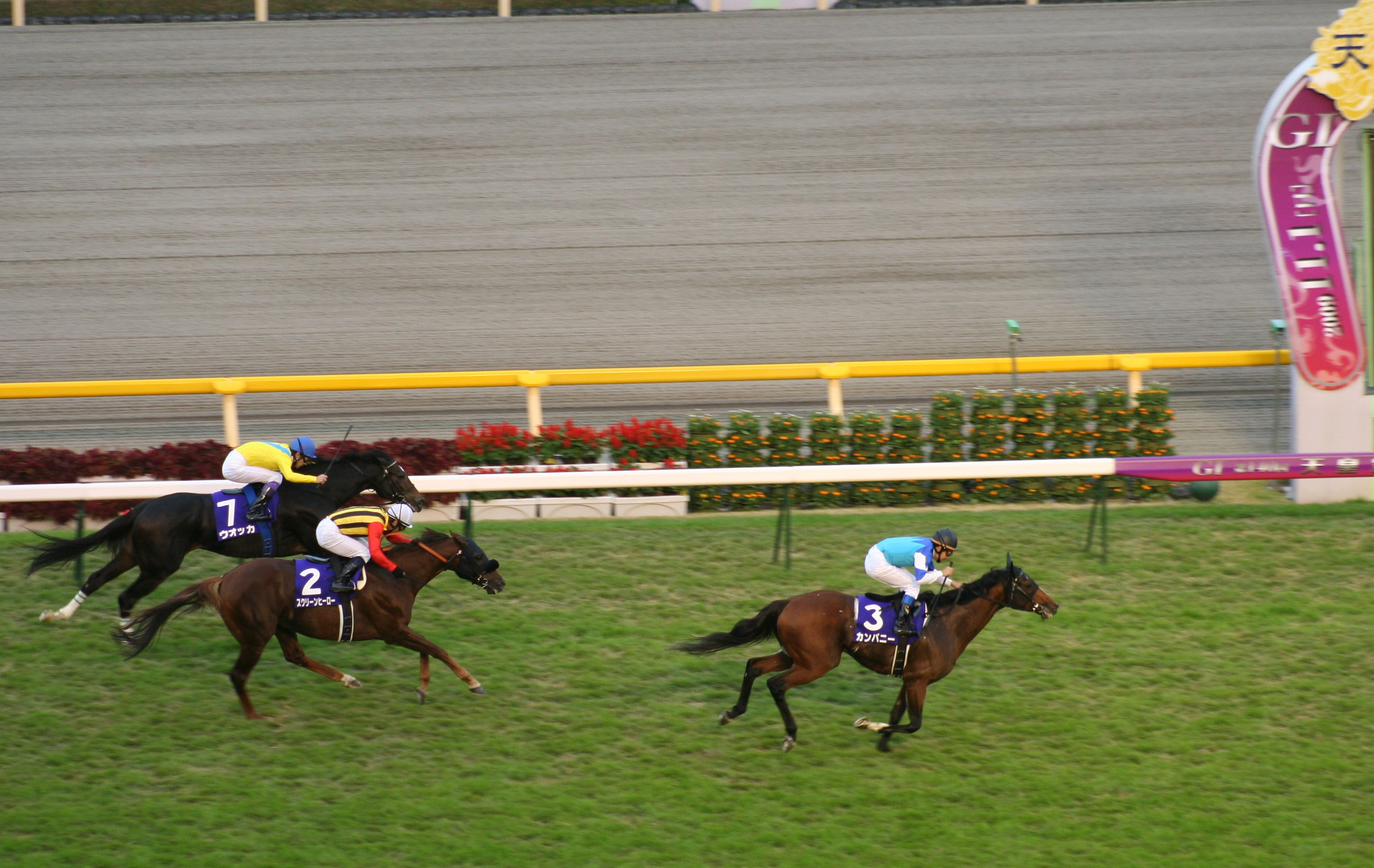
2009年11月1日、天皇賞（秋）

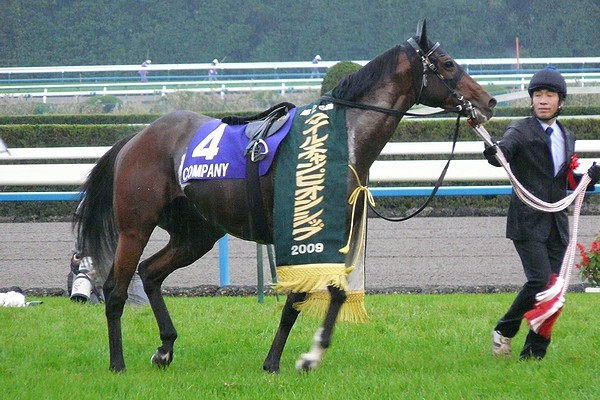
2009年11月22日、マイルチャンピオンシップ

2009年、3月1日の中山記念に出走、小雨が降る中、キングストレイルをゴール前で抜き、ドリームジャーニーの追走を抑えて前年に続く2年連続優勝。その後、連覇をかけてマイラーズカップに出走。後方からレースを進め、直線で猛追するも届かず2着となり、惜しくも連覇はならなかった。そして、本番の安田記念では後方からレースを進めたが、先頭を捉えるまでには至らず人気通りの4着に終わった。続く第50回宝塚記念では横山がスクリーンヒーローに騎乗するため岩田康誠にテン乗りとなった。レースでは先行したものの、最後の直線で伸び切れず4着に敗れた。
秋の始動は2008年と同様に毎日王冠から。ただし前年と異なり放牧先から体調を崩して戻って来ることはなく調整は順調に進み、当日の馬体重は宝塚記念時よりマイナス4キロで出走となった。レースでは逃げるウオッカをマークする格好で内ラチ沿いを進む。直線を向きスパートを開始すると上がり3ハロン33.0秒の末脚を繰り出し、逃げ粘るウオッカをゴール前で交わして重賞7勝目となる勝利を挙げた。秋2戦目は11月1日の天皇賞（秋）に出走となった。レースでは道中は中団につけ第4コーナーで7番手ぐらいの位置から差をつめ、残り1ハロンで先頭に立つとそのままゴールイン。重賞8勝目にして初のGI競走制覇を果たした。8歳馬による平地GI競走制覇はJRAでは史上初となった。
音無調教師は有馬記念や香港国際競走を最後のレースにすることを馬主の近藤に提言したが、近藤は潔く引退させることを希望したため、11月22日にマイルチャンピオンシップを最後に引退し、翌年から種牡馬入りすることが発表された。繋養先は社台スタリオンステーション。現役最終レースのマイルチャンピオンシップは馬場の中央から抜け出して先頭に立つと追うマイネルファルケを1馬身半抑えて優勝、GI2勝目を挙げ有終の美を飾った。
8歳馬として史上初の平地競走のGI制覇を評価され、JRA賞特別賞を受賞した。

## 種牡馬時代
社台スタリオンステーションで種牡馬入り。2014年12月にはブリーダーズ・スタリオン・ステーションへ移動。さらに2015年10月に熊本県の本田土寿牧場へ移動した。同牧場で種牡馬として供用されていたブラックホークが7月に死亡したことにより、代役として白羽の矢が立った。
2018年、ウインテンダネスが目黒記念に優勝し、産駒のJRA重賞初勝利となった。
2018年12月29日に腹内腫瘍による腎不全のため死亡した。17歳没。

### 主な産駒
- 2011年産
  - ポップレーベル（ブリーダーズゴールドジュニアカップ）[16]
  - ヤマノミラクル（北海優駿）[17]
- 2013年産
  - ウインテンダネス（目黒記念）[18]

### 母父としての主な産駒
- 2018年産
  - シュリーデービー（九州ジュニアチャンピオン）[19]
- 2019年産
  - エイシンヌウシペツ（サマーカップ）[20]
- 2022年産
  - ダンナイ（金沢ヤングチャンピオン）[21]

## 競走成績
| 年月日 | 年月日 | 年月日 | 競馬場 | 競走名         | 格      | 頭 数 | 枠 番 | 馬 番 | オッズ | （人気） | 着順 | 騎手     | 斤量 | 距離（馬場）  | タイム （上り3F） | タイム 差 | 勝ち馬/（2着馬）       |
| 2004.  | 1.     | 17     | 京都   | 3歳新馬        |         | 8     | 8     | 8     | 05.1   | 0（3人） | 01着 | 柴原央明 | 55   | 芝1600m（良） | 01.39.3 (34.5)    | -0.2      | （ロードマジシャン）   |
|        | 2.     | 15     | 京都   | きさらぎ賞     | GIII    | 14    | 7     | 12    | 32.5   | 0（6人） | 07着 | 小牧太   | 56   | 芝1800m（良） | 01.49.3 (36.2)    | -1.3      | マイネルブルック       |
|        | 3.     | 6      | 中京   | あざみ賞       | 500万下 | 16    | 4     | 8     | 06.2   | 0（2人） | 01着 | 柴原央明 | 56   | 芝1800m（良） | 01.49.3 (34.9)    | -0.0      | （グレートベースン）   |
|        | 4.     | 18     | 中山   | ベンジャミンS  | OP      | 10    | 8     | 10    | 04.9   | 0（3人） | 01着 | 柴原央明 | 56   | 芝1800m（良） | 01.47.3 (34.1)    | -0.2      | （トーセンアルタイル） |
|        | 7.     | 4      | 福島   | ラジオたんぱ賞 | GIII    | 15    | 3     | 4     | 04.0   | 0（3人） | 02着 | 柴原央明 | 56   | 芝1800m（良） | 01.47.1 (34.1)    | -0.0      | ケイアイガード         |
|        | 10.    | 24     | 京都   | 菊花賞         | GI      | 18    | 1     | 2     | 70.4   | （11人） | 09着 | 柴原央明 | 57   | 芝3000m（良） | 03.06.3 (35.4)    | -0.6      | デルタブルース         |
|        | 11.    | 27     | 京都   | 京阪杯         | GIII    | 17    | 5     | 10    | 06.8   | 0（4人） | 02着 | 安藤勝己 | 54   | 芝1800m（良） | 01.46.5 (32.8)    | -0.2      | ダイワエルシエーロ     |
| 2005.  | 2.     | 27     | 中山   | 中山記念       | GII     | 14    | 1     | 1     | 03.5   | 0（2人） | 02着 | 安藤勝己 | 56   | 芝1800m（良） | 01.46.6 (33.8)    | -0.1      | バランスオブゲーム     |
|        | 4.     | 16     | 阪神   | マイラーズC    | GII     | 16    | 8     | 16    | 04.2   | 0（2人） | 04着 | 安藤勝己 | 57   | 芝1600m（良） | 01.33.8 (33.4)    | -0.3      | ローエングリン         |
|        | 6.     | 5      | 東京   | 安田記念       | GI      | 18    | 5     | 9     | 18.7   | （11人） | 05着 | 福永祐一 | 58   | 芝1600m（良） | 01.32.6 (34.3)    | -0.3      | アサクサデンエン       |
|        | 10.    | 9      | 東京   | 毎日王冠       | GII     | 17    | 8     | 16    | 06.1   | 0（3人） | 07着 | 福永祐一 | 57   | 芝1800m（良） | 01.47.2 (32.9)    | -0.7      | サンライズペガサス     |
|        | 11.    | 26     | 京都   | 京阪杯         | GIII    | 18    | 7     | 13    | 02.8   | 0（1人） | 01着 | 福永祐一 | 56   | 芝1800m（良） | 01.44.8 (33.9)    | -0.6      | （アサカディフィート） |
| 2006.  | 2.     | 26     | 中山   | 中山記念       | GII     | 12    | 7     | 9     | 05.3   | 0（2人） | 04着 | 福永祐一 | 57   | 芝1800m（重） | 01:50.0 (36.0)    | -1.1      | バランスオブゲーム     |
|        | 4.     | 2      | 阪神   | 産経大阪杯     | GII     | 12    | 5     | 5     | 07.7   | 0（3人） | 01着 | 福永祐一 | 57   | 芝2000m（重） | 02.04.5 (36.8)    | -0.1      | （マッキーマックス）   |
|        | 6.     | 4      | 東京   | 安田記念       | GI      | 18    | 6     | 11    | 08.5   | 0（6人） | 11着 | 内田博幸 | 58   | 芝1600m（良） | 01.33.8 (34.8)    | -1.2      | ブリッシュラック       |
|        | 6.     | 25     | 京都   | 宝塚記念       | GI      | 13    | 6     | 9     | 39.7   | 0（6人） | 05着 | 福永祐一 | 58   | 芝2200m（稍） | 02.14.1 (35.8)    | -1.1      | ディープインパクト     |
|        | 10.    | 8      | 東京   | 毎日王冠       | GII     | 16    | 2     | 4     | 07.8   | 0（4人） | 05着 | 福永祐一 | 58   | 芝1800m（良） | 01.45.7 (34.0)    | -0.2      | ダイワメジャー         |
|        | 10.    | 29     | 東京   | 天皇賞（秋）   | GI      | 16    | 4     | 7     | 22.0   | 0（9人） | 16着 | 福永祐一 | 58   | 芝2000m（良） | 02.01.4 (35.9)    | -2.6      | ダイワメジャー         |
| 2007.  | 8.     | 5      | 新潟   | 関屋記念       | GIII    | 18    | 3     | 6     | 04.3   | 0（1人） | 01着 | 福永祐一 | 56   | 芝1600m（良） | 01.31.8 (33.3)    | -0.6      | （シンボリグラン）     |
|        | 10.    | 28     | 東京   | 天皇賞（秋）   | GI      | 16    | 3     | 6     | 24.5   | 0（6人） | 03着 | 福永祐一 | 58   | 芝2000m（稍） | 01.58.8 (34.6)    | -0.4      | メイショウサムソン     |
|        | 11.    | 18     | 京都   | マイルCS       | GI      | 18    | 5     | 9     | 05.1   | 0（3人） | 05着 | 福永祐一 | 57   | 芝1600m（良） | 01.33.0 (33.7)    | -0.3      | ダイワメジャー         |
| 2008.  | 2.     | 2      | 東京   | 東京新聞杯     | GIII    | 16    | 3     | 5     | 04.1   | 0（1人） | 04着 | 福永祐一 | 58   | 芝1600m（良） | 01.33.0 (33.6)    | -0.2      | ローレルゲレイロ       |
|        | 3.     | 2      | 中山   | 中山記念       | GII     | 16    | 4     | 7     | 05.2   | 0（2人） | 01着 | 横山典弘 | 57   | 芝1800m（良） | 01.47.3 (34.9)    | -0.3      | （エイシンドーバー）   |
|        | 4.     | 19     | 阪神   | マイラーズC    | GII     | 15    | 2     | 3     | 02.9   | 0（1人） | 01着 | 横山典弘 | 58   | 芝1600m（良） | 01.33.6 (34.3)    | -0.0      | （ニシノマナムスメ）   |
|        | 6.     | 29     | 阪神   | 宝塚記念       | GI      | 14    | 7     | 12    | 22.0   | 0（7人） | 08着 | 横山典弘 | 58   | 芝2200m（重） | 02.16.2 (37.9)    | -0.9      | エイシンデピュティ     |
|        | 10.    | 12     | 東京   | 毎日王冠       | GII     | 16    | 5     | 9     | 14.5   | 0（4人） | 05着 | 横山典弘 | 58   | 芝1800m（良） | 01.45.1 (33.2)    | -0.5      | スーパーホーネット     |
|        | 11.    | 2      | 東京   | 天皇賞（秋）   | GI      | 17    | 8     | 16    | 52.8   | （11人） | 04着 | 横山典弘 | 58   | 芝2000m（良） | 01.57.2 (33.5)    | -0.0      | ウオッカ               |
|        | 11.    | 23     | 京都   | マイルCS       | GI      | 18    | 8     | 16    | 06.7   | 0（2人） | 04着 | 横山典弘 | 57   | 芝1600m（良） | 01.32.9 (34.1)    | -0.3      | ブルーメンブラット     |
| 2009.  | 3.     | 1      | 中山   | 中山記念       | GII     | 10    | 2     | 2     | 03.6   | 0（1人） | 01着 | 横山典弘 | 58   | 芝1800m（稍） | 01.49.2 (34.9)    | -0.0      | （ドリームジャーニー） |
|        | 4.     | 18     | 阪神   | マイラーズC    | GII     | 10    | 5     | 5     | 05.8   | 0（3人） | 02着 | 横山典弘 | 58   | 芝1600m（良） | 01.33.9 (33.0)    | -0.0      | スーパーホーネット     |
|        | 6.     | 7      | 東京   | 安田記念       | GI      | 18    | 5     | 9     | 20.6   | 0（4人） | 04着 | 横山典弘 | 58   | 芝1600m（良） | 01.33.8 (35.5)    | -0.3      | ウオッカ               |
|        | 6.     | 28     | 阪神   | 宝塚記念       | GI      | 14    | 8     | 14    | 31.5   | 0（7人） | 04着 | 岩田康誠 | 58   | 芝2200m（良） | 02.11.7 (35.1)    | -0.4      | ドリームジャーニー     |
|        | 10.    | 11     | 東京   | 毎日王冠       | GII     | 11    | 4     | 4     | 11.8   | 0（4人） | 01着 | 横山典弘 | 58   | 芝1800m（良） | 01.45.3 (33.0)    | -0.2      | （ウオッカ）           |
|        | 11.    | 1      | 東京   | 天皇賞（秋）   | GI      | 18    | 2     | 3     | 11.5   | 0（5人） | 01着 | 横山典弘 | 58   | 芝2000m（良） | 01.57.2 (32.9)    | -0.3      | （スクリーンヒーロー） |
|        | 11.    | 22     | 京都   | マイルCS       | GI      | 18    | 2     | 4     | 02.3   | 0（1人） | 01着 | 横山典弘 | 57   | 芝1600m（良） | 01.33.2 (33.5)    | -0.2      | （マイネルファルケ）   |

## 血統表
| カンパニーの血統                | カンパニーの血統                                 | カンパニーの血統                                | （血統表の出典）                                | （血統表の出典）       |
| 父系                            | ゼダーン系                                       | ゼダーン系                                      | ゼダーン系                                      | [ § 2 ]                |
| 父 ミラクルアドマイヤ 1995 鹿毛 | 父の父*トニービン Tony Bin 1983 鹿毛             | *カンパラ                                       | Kalamoun                                        | Kalamoun               |
| 父 ミラクルアドマイヤ 1995 鹿毛 | 父の父*トニービン Tony Bin 1983 鹿毛             | *カンパラ                                       | State Pension                                   |                        |
| 父 ミラクルアドマイヤ 1995 鹿毛 | 父の父*トニービン Tony Bin 1983 鹿毛             | Severn Bridge                                   | Hornbeam                                        | Hornbeam               |
| 父 ミラクルアドマイヤ 1995 鹿毛 | 父の父*トニービン Tony Bin 1983 鹿毛             | Severn Bridge                                   | Priddy Fair                                     |                        |
| 父 ミラクルアドマイヤ 1995 鹿毛 | 父の母*バレークイーン Ballet Queen 1988 鹿毛     | Sadler's Wells                                  | Northern Dancer                                 | Northern Dancer        |
| 父 ミラクルアドマイヤ 1995 鹿毛 | 父の母*バレークイーン Ballet Queen 1988 鹿毛     | Sadler's Wells                                  | Fairy Bridge                                    |                        |
| 父 ミラクルアドマイヤ 1995 鹿毛 | 父の母*バレークイーン Ballet Queen 1988 鹿毛     | Sun Princess                                    | イングリッシュプリンス                          | イングリッシュプリンス |
| 父 ミラクルアドマイヤ 1995 鹿毛 | 父の母*バレークイーン Ballet Queen 1988 鹿毛     | Sun Princess                                    | Sunny Valley                                    |                        |
| 母 ブリリアントベリー 1990 栗毛 | 母の父*ノーザンテースト Northern Taste 1971 栗毛 | Northern Dancer                                 | Nearctic                                        | Nearctic               |
| 母 ブリリアントベリー 1990 栗毛 | 母の父*ノーザンテースト Northern Taste 1971 栗毛 | Northern Dancer                                 | Natalma                                         |                        |
| 母 ブリリアントベリー 1990 栗毛 | 母の父*ノーザンテースト Northern Taste 1971 栗毛 | Lady Victoria                                   | Victoria Park                                   | Victoria Park          |
| 母 ブリリアントベリー 1990 栗毛 | 母の父*ノーザンテースト Northern Taste 1971 栗毛 | Lady Victoria                                   | Lady Angela                                     |                        |
| 母 ブリリアントベリー 1990 栗毛 | 母の母*クラフティワイフ Crafty Wife 1985 栗毛    | Crafty Prospector                               | Mr. Prospector                                  | Mr. Prospector         |
| 母 ブリリアントベリー 1990 栗毛 | 母の母*クラフティワイフ Crafty Wife 1985 栗毛    | Crafty Prospector                               | Real Crafty Lady                                |                        |
| 母 ブリリアントベリー 1990 栗毛 | 母の母*クラフティワイフ Crafty Wife 1985 栗毛    | Wife Mistress                                   | Secretariat                                     | Secretariat            |
| 母 ブリリアントベリー 1990 栗毛 | 母の母*クラフティワイフ Crafty Wife 1985 栗毛    | Wife Mistress                                   | Political Payoff F-No.9-a                       |                        |
| 母系(F-No.)                     | 9号族(FN:9-a)                                    | 9号族(FN:9-a)                                   | 9号族(FN:9-a)                                   | [ § 3 ]                |
| 5代内の近親交配                 | Northern Dancer3×4、Lady Angela4×5、Hyperion5×5  | Northern Dancer3×4、Lady Angela4×5、Hyperion5×5 | Northern Dancer3×4、Lady Angela4×5、Hyperion5×5 | [ § 4 ]                |
| 出典                            | 1. 2. 3. 4.                                      | 1. 2. 3. 4.                                     | 1. 2. 3. 4.                                     | 1. 2. 3. 4.            |

- 半兄・レニングラード（父・トニービン）はアルゼンチン共和国杯優勝馬。
- 半弟・ヒストリカル（父・ディープインパクト）は毎日杯優勝馬。
- 母の全弟にはビッグショウリ（読売マイラーズC優勝馬）やビッグテースト（中山グランドジャンプ優勝馬）がいる。
- 祖母の孫（本馬のいとこ）トーセンジョーダンは、天皇賞・秋の優勝馬。